# Корея таймс (газета)
«Корея таймс» (англ. The Korea Times) ― англоязычная газета в Южной Корее. Вместе с газетами «Корея геральд» (англ. The Korea Herald) и «Чунъанъ ильбо», одна из трёх самых распространённых англоязычных газет в стране. Также публикуется на корейском под названием «Хангук ильбо» (кор. 한국일보, 韓國日報).
Газета популярна среди американцев, посещающих Южную Корею. Впервые вышла в свет 1 ноября 1950 года в качестве таблоида для aмерикaнских военных. Первый главный редактор The Korea Times — Ким Сaнъён (кор. 김상용, 金尙鎔). С 1961 года газета выходит в стандартной форме[прояснить]. В газете публикуются статьи на тему политики, общества, бизнеса, финансов, культуры и спорта в Северо-Восточной Азии.